# Crisis in the Kremlin
Crisis in the Kremlin (deutsch: Krise im Kreml) ist ein Computer-Strategiespiel, das 1991 von Spectrum HoloByte für MS-DOS veröffentlicht wurde. Der Spieler übernimmt die Rolle des Staatschefs der Sowjetunion mit dem Ziel den Staat durch die Zeit der Perestroika zu führen.

## Spielprinzip
Der Spieler kontrolliert durch ein 2D-Interface die generelle Parteilinie, ebenso kann jährlich das Staatsbudget neu verteilt werden. Das Spiel ist nicht rundenbasiert und der Spieler wird mit zahlreichen Entscheidungen konfrontiert wie dem Kernkraftwerkunfall in Tschernobyl oder dem Afghanistankrieg. Die getroffenen Entscheidungen haben Einfluss auf den weiteren Werdegang des Spiels.
Zu Beginn hat der Spieler die Wahl sich entweder den Reformisten unter Michail Gorbatschow, den Nationalisten unter Boris Jelzin oder einer Fraktion von Hardlinern unter Jegor Ligatschow anzuschließen.
Es ist theoretisch möglich, die Sowjetunion friedlich aufzulösen oder sie bis über ihren tatsächlichen historischen Zeitrahmen hinaus zu erhalten.